# Княжа (приток Лузы)
Княжа — река в России, протекает в Подосиновском и Лузском районах Кировской области. Устье реки находится в 86 км по левому берегу реки Луза. Длина реки составляет 24 км.
Река вытекает из болот в 10 км к северо-востоку от посёлка Лунданка Подосиновского района. Река течёт среди холмов Северных Увалов, генеральное направление течения — северо-запад и север, русло сильно извилистое. Вскоре после истока перетекает в Лузский район. Приток — Ломовка (левый). В верхнем течении течёт по ненаселённому лесу, в среднем течении протекает небольшие деревни Пасиево, Тонково и Бабино, в нижнем течении протекает деревни Большое Заборье, Малое Заборье и Плесо. Впадает в Лузу у деревни Плесо. Перед впадением делает на пойме Лузы большую петлю, поворачивая сначала на запад, а затем на юго-запад. Ширина реки на всём протяжении не превышает 10 м.

## Данные водного реестра
По данным государственного водного реестра России и геоинформационной системы водохозяйственного районирования территории РФ, подготовленной Федеральным агентством водных ресурсов:
- Бассейновый округ — Двинско-Печорский
- Речной бассейн — Северная Двина
- Речной подбассейн — Малая Северная Двина
- Водохозяйственный участок — Юг
- Код водного объекта — 03020100212103000013218